# 雲·溫達斯
恩斯特·威廉·文·溫德斯（德語：Ernst Wilhelm "Wim" Wenders，1945年8月14日—），出生於德國杜塞爾多夫的電影導演、攝影師；作品曾榮獲坎城影展金棕櫚獎及威尼斯影展金獅獎；是德國當代電影大師之一，也是德國新浪潮的重要成員之一；影片風格以清新抒情、運鏡優美著稱。

## 早年
文·溫德斯畢業自魯爾區奧伯豪森的一所文理中學；之後他於杜塞爾多夫與弗萊堡研習醫學（1963年─1964年）及哲學。然而，他放棄了他的學業，並在1966年10月搬到巴黎想要成為畫家。他未能通过法国高等电影研究院（la femis前身）考试，轉而成為美國藝術家強尼·弗里德崙德位於蒙帕納斯的工作室中的雕刻師。這段時間他開始著迷電影，曾經在當地電影院裡一天連看五部電影。
這樣對電影的熱情使他著迷並也決定了他一生的志業，1967年他返回德國在聯美影業公司的杜塞爾多夫工作室工作。接著，他進入慕尼黑電視與電影大學就讀。在1967年至1970年這段在慕尼黑電視與電影大學的時間中，溫德斯也在《電影評論》（FilmKritik）雜誌擔任影評，後來也在《南德意志報》、《Twen》雜誌與《明鏡》等報章雜誌撰寫影評。
溫德斯在大學期間拍了幾部短片，而在畢業時則拍出《夏日記遊》這部16mm的黑白電影。

## 电影列表
| 年份 | 中英文片名                                                                                            | 德语片名                                  | 备注                                                    |
| 1970 | 夏日記遊/Summer in the City                                                                           |                                           | 首部劇情長片                                            |
| 1972 | 守門員的焦慮/The Goalkeeper's Fear of the Penalty (UK)/The Goalie's Anxiety at the Penalty Kick (USA) | Die Angst des Tormanns beim Elfmeter      | 改編自彼得·漢德克小說                                   |
| 1973 | 紅字                                                                                                  | Der Scharlachrote Buchstabe               | 改編自納撒尼爾·霍桑小說紅字                             |
| 1974 | 爱丽丝漫游城市/Alice in the Cities                                                                    | Alice in den Städten                      | 「公路片三部曲」的首部                                  |
| 1975 | 歧路（The Wrong Move）                                                                                | Falsche Bewegung                          | 「公路片三部曲」的第二部，与娜妲莎·金斯基合作           |
| 1976 | 公路之王（Kings of the Road）                                                                         | Im Lauf der Zeit                          | 「公路片三部曲」的第三部                                |
| 1977 | 美國朋友（The American Friend）                                                                       | Der Amerikanische Freund                  | 改編自派翠西亞·海史密斯小說雷普利遊戲                   |
| 1980 | 水上回光（Lightning Over Water）                                                                      |                                           | 尼古拉斯·雷紀錄片                                       |
| 1982 | 神探汉密特（Hammett）                                                                                 |                                           | 改編自達許·漢密特小說                                   |
| 1982 | Room 666                                                                                              | Chambre 666                               | 史蒂芬·史匹柏、尚盧·高達、寧那·華納·法斯賓德紀錄片      |
| 1982 | Reverse Angle                                                                                         |                                           | 短篇紀錄片                                              |
| 1982 | 事物的狀態/The State of Things                                                                        | Stand der Dinge                           |                                                         |
| 1984 | 巴黎，德州/Paris, Texas                                                                               |                                           |                                                         |
| 1985 | 尋找小津（Tokyo-Ga）                                                                                  |                                           | 小津安二郎紀錄片                                        |
| 1987 | 慾望之翼/Wings of Desire （又譯作「柏林蒼穹下」）                                                     | Der Himmel über Berlin                    | 与彼得·漢德克共同编剧，1988年第41届戛納電影節最佳導演獎 |
| 1989 | 城市時裝速記（Notebook on Cities and Clothes）                                                        | Aufzeichnungen zu Kleidern und Städten    | 山本耀司紀錄片                                          |
| 1990 | Red Hot + Blue                                                                                        |                                           | Music video for "Night and Day" performed by U2         |
| 1991 | 直到世界末日（Until the End of the World）                                                            | Bis ans Ende der Welt                     |                                                         |
| 1992 | Arisha, the Bear and the Stone Ring                                                                   | Arisha, der Bär und der steinerne Ring    |                                                         |
| 1993 | 咫尺天涯（Faraway, So Close!）                                                                        | In weiter Ferne, so nah!                  | 慾望之翼續集                                            |
| 1994 | 里斯本的故事 /Lisbon Story                                                                            |                                           | 事物的狀態續集                                          |
| 1995 | 在雲端上的情與慾（Beyond the Clouds）                                                                 | Jenseits der Wolken                       | (與米開朗基羅·安東尼奧尼合作)                           |
| 1995 | 光之幻影（A Trick of Light）                                                                          | Die Gebrüder Skladanowsky                 | The Brothers Skladanowsky                               |
| 1997 | 終結暴力（The End of Violence）                                                                       |                                           |                                                         |
| 1998 | Willie Nelson at the Teatro                                                                           |                                           |                                                         |
| 1999 | 樂士浮生錄 /Buena Vista Social Club                                                                   |                                           | 古巴伊布拉印飛列紀錄片                                  |
| 2000 | 百万美元酒店/The Million Dollar Hotel                                                                 |                                           |                                                         |
| 2001 | Souljacker Part 1                                                                                     |                                           | Music Video for "Souljacker Pt 1" by Eels               |
| 2002 | Ode to Cologne: A Rock 'N' Roll Film                                                                  | Viel passiert - Der BAP-Film              | 紀錄片                                                  |
| 2002 | 十分鐘前：小號響起（Ten Minutes Older）                                                               |                                           | "Twelve Miles to Trona"                                 |
| 2003 | 布鲁斯之魂（The Soul of a Man）                                                                       |                                           | 紀錄片                                                  |
| 2004 | 迷失天使城（Land of Plenty）                                                                          |                                           |                                                         |
| 2005 | 別來敲門（Don't Come Knocking）                                                                       |                                           |                                                         |
| 2008 | 巴勒摩獵影（Palermo Shooting）                                                                        |                                           |                                                         |
| 2011 | 碧娜鮑許 /Pina                                                                                        |                                           | 第61屆柏林影展首映                                      |
| 2014 | 薩爾加多的凝視（The Salt of the Earth）                                                               |                                           | 紀錄片                                                  |
| 2016 | 戀夏絮語 （Les beaux jours d'Aranjuez）                                                               |                                           |                                                         |
| 2017 | | Grenzenlos                                | Adaptation from war journalist JM Ledgard's novel       |
| 2018 | | Papst Franziskus – Ein Mann seines Wortes | 紀錄片                                                  |
| 2023 | | Anselm – Das Rauschen der Zeit            | 3D紀錄片                                                |
| 2023 | 我的完美日常（Perfect Days)                                                                           |                                           |                                                         |

## 獎項
- 威尼斯国际电影节金狮奖：The State of Things（1982）
- 康城影展金棕榈奖：巴黎，德州 （1984）
- 英国电影学院奖最佳导演：巴黎，德州（1984）
- 第41届戛納電影節最佳導演獎：柏林蒼穹下（1988）
- 康城影展评委会大奖：Faraway, So Close!（1993）
- 柏林国际电影节评委会银熊奖：The Million Dollar Hotel（2000）
- 第65届柏林影展荣誉金熊奖（2015）
- 第97屆電影旬報十佳獎最佳日本電影導演：PERFECT DAYS（2023）
- 第47屆日本電影學院獎最佳導演：PERFECT DAYS（2023）

## 名言
- 「性（Sex）與暴力（violence）從来都不是我的菜；我都是更喜歡薩克斯風（sax）與小提琴（violins）。」
- 「我把小津當作是我一生中最重要的老師。」
- 「我是拍個人（personal）電影，不是私人（財產，private）電影。」（即反對商業劇情片）

## 外部連結
- 官方网站
- Wim Wenders在互联网电影资料库（IMDb）上的資料（英文）
- Senses of Cinema: Great Directors Critical Database
- filmportal.de including biography, filmography and photos
- Wim Wenders — Film — The Guardian （页面存档备份，存于）